# Ciracas (plaats)
Ciracas is een plaats (wijk) - (kelurahan) in het bestuurlijke gebied Ciracas, Jakarta Timur (Oost-Jakarta) in de provincie Jakarta, Indonesië. De plaats telt 65.638 inwoners (volkstelling 2010).